# Paul Scheurich

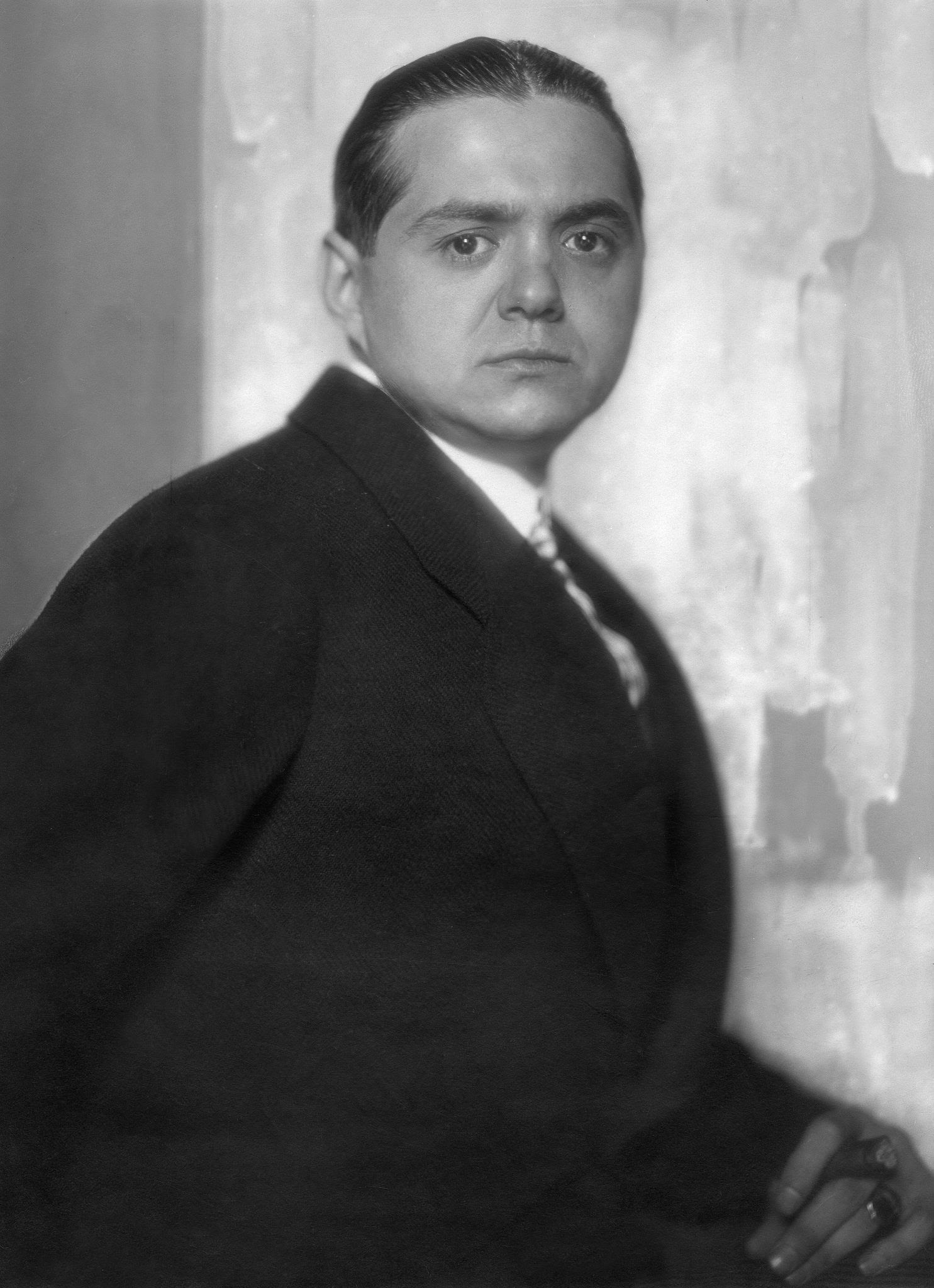
Paul Scheurich (um 1929). Foto von Nicola Perscheid

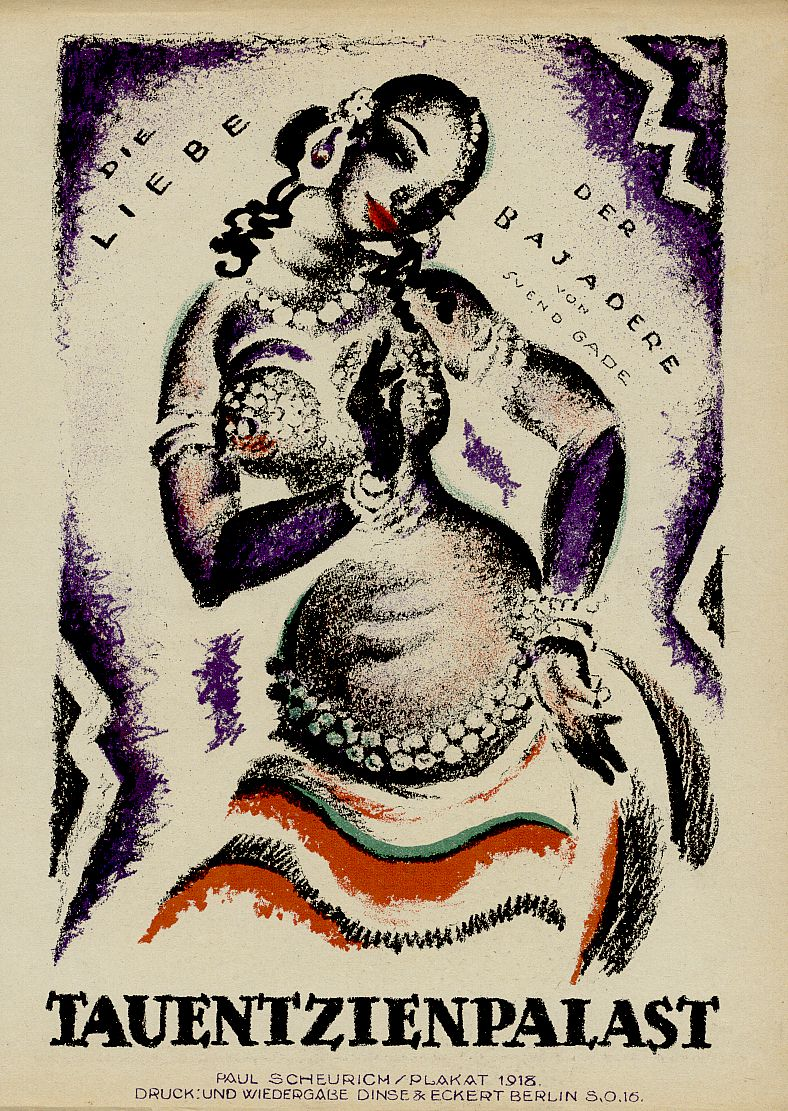
Plakat für den Stummfilm Die Liebe der Bajadere (1918)

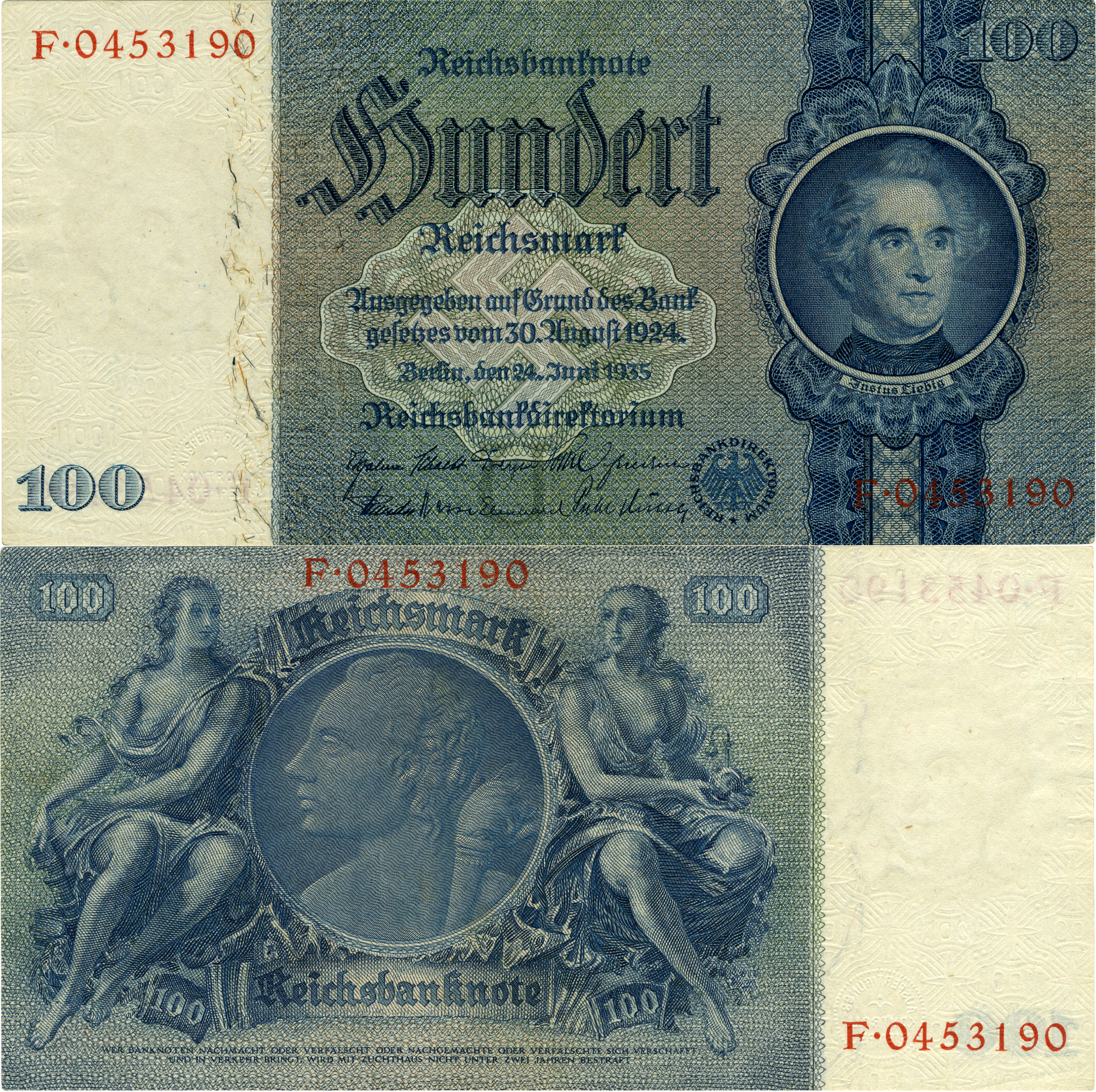
100 RM, 24. Juni 1935

Paul Scheurich (* 24. Oktober 1883 in New York City, New York; † 19. September 1945 in Brandenburg an der Havel) war ein deutscher Maler, Grafiker, Gebrauchsgrafiker und Kleinplastiker.

## Biografie
Von 1900 bis 1902 studierte Scheurich an der Berliner Kunstakademie. 1907 illustrierte er eine antisemitische Schrift über die „Verjudung“ der Berliner Theaterwelt mit ebensolchen Karikaturen, die unter dem Titel Moses-Theater in Berlin erschien. Um 1912 gewann ihn Max Adolf Pfeiffer für eine Zusammenarbeit an den Schwarzburger Werkstätten für Porzellankunst. Um 1913 fertigte er Bühnenbilder für Max Reinhardt. 1918 bis 1936 folgten ein Exklusiv-Vertrag und eine Professur an der Meißner Porzellanmanufaktur, für die er figürliche Modelle in einem dem Rokoko nachempfundenen Stil anfertigte.
1919 publizierte er erstmals eine Zeichnung im Simplicissimus, für den er zwischen 1931 und 1938 über hundert Bilder, meist mit Szenen mondäner Paare und Gesellschaften, lieferte.
Ab 1929 wurden im Auftrag der Deutschen Reichsbank Banknoten nach seinen Entwürfen gedruckt. Auch im Dritten Reich war er ein geschätzter Künstler. 1935 schuf er den Bühnenvorhang im Deutschen Opernhaus Berlin sowie den großen Gobelin im Gebäude des Reichspropagandaministeriums. 1937 nahm er an der Weltausstellung in Paris teil.
Das von Scheurich entworfene Wandgemälde mit den Bildnissen zahlreicher in- und ausländischer Künstler in Aktion sowie dem Kapellmeister Paul Lincke für das „Café Wintergarten“ wurde 1938 in der Festschrift anlässlich des 50-jährigen Bestehens der einstigen Wintergarten (Varieté)-Bühne im damaligen Central-Hotel am Berliner Bahnhof Friedrichstraße im Farbdruck veröffentlicht.
1939 war er auf der Großen Deutschen Kunstausstellung im Münchner Haus der Deutschen Kunst mit der Skulptur Hirt und Nymphe vertreten. Er schuf auch die Wandbilder in der Wandelhalle des Stadttheaters Augsburg.
Paul Scheurich gilt als einer der bedeutendsten Porzellanplastiker in der ersten Hälfte des 20. Jahrhunderts. 